# 宋垣忠
宋垣忠（1895年1月13日—1965年12月31日），字英儔，後改英仇。河南省新蔡縣人。民國37年（1948年）在河南省第三選區當選第一屆立法委員。

## 生平[1][2]
- 縣立高等小學及汝南中學
- 日本明治大學法學士
- 中州大學、河南大學教授
- 河南第一高級中學校長
- 國民會議河南教育界出席代表
- 河南省自治籌備委員會委員
- 第五戰區抗敵青年軍團政治特別講座
- 第一戰區幹部訓練團政治教官
- 河南省參議會參議員
- 河南省政府委員
- 民國54年12月31日病故[3]